# Human Rights Watch
Human Rights Watch è un'organizzazione non governativa internazionale che si occupa della difesa dei diritti umani. La sua sede principale è a New York.
Human Rights Watch produce ricerche e studi sulle violazioni delle norme internazionali sui diritti umani come sono state definite dalla Dichiarazione Universale dei Diritti dell'Uomo e da altre norme sui diritti umani accettate a livello internazionale.
Lo scopo di questa organizzazione è porre all'attenzione della comunità internazionale gli abusi che avvengono, al fine di imporre ai governi imputati di essi un cambiamento dei comportamenti e delle leggi.
Le ricerche sono mirate alla scoperta di situazioni che possano generare preoccupazione e attenzione nelle comunità locali e internazionali, anche avvalendosi del supporto mediatico per poter meglio denunciare le varie forme di ingiustizia. I problemi che Human Rights Watch solleva spaziano dai vari tipi di discriminazione (religiosa, razziale, politica) all'utilizzo della tortura, passando per il fenomeno dei bambini-soldato, per la corruzione politica e per gli abusi che avvengono nelle procedure di giustizia penale (come nel processo a Saddam Hussein).
Human Rights Watch documenta e riporta anche le violazioni delle leggi di guerra e delle leggi umanitarie internazionali nelle situazioni belliche.

## Storia
Human Rights Watch fu fondata sotto il nome di Helsinki Watch nel 1978 per monitorare il rispetto da parte dell'Unione Sovietica degli accordi di Helsinki. Con il tempo l'organizzazione crebbe, creando nuovi 'watch committees' (commissioni di vigilanza) per poter coprire con l'azione di indagine e denuncia il maggior numero possibile di zone del mondo. Nel 1988 tutte le commissioni di vigilanza si unirono in Human Rights Watch. Tra i primi fondatori si annovera Robert L. Bernstein, che fu anche presidente dell'organizzazione.
Human Rights Watch è stata una delle sei organizzazioni non governative (ONG) che nel 1998 fondarono la Coalition to Stop the Use of Child Soldiers ("Coalizione per fermare l'uso di bambini soldato"), in seguito ridenominata Child Soldiers International e attiva fino al 2019; inoltre l'organizzazione ha dato, e dà, un fortissimo apporto alla Campagna Internazionale per l'abolizione delle mine terrestri. Quest'ultima riunisce un gruppo di gruppi della società civile, a livello mondiale, che si sono battuti fino ad ottenere la Convenzione di Ottawa, che sancisce il divieto di utilizzo di mine antiuomo.
Ogni anno Human Rights Watch conferisce aiuti economici su base planetaria agli scrittori che ne hanno bisogno poiché considerati vittime di persecuzione; questi fondi prendono il nome di Hellman e Hammett. Essi sono finanziati, infatti, con i beni della drammaturga Lillian Hellman e del romanziere Dashiell Hammett che fu per molto tempo suo compagno. Inoltre, il fondo Hellman/Hammett è impegnato per accrescere la consapevolezza sulle situazioni di censura che avvengono nel mondo.
Conformemente alla Dichiarazione Universale dei Diritti dell'Uomo, Human Rights Watch si oppone alle violazioni di basilari diritti dell'uomo, quali la pena di morte e la discriminazione in base all'orientamento sessuale. Human Rights Watch sostiene e appoggia le lotte a favore di fondamentali diritti quali la libertà di religione e la libertà di stampa.
Human Rights Watch è membro fondatore dell'IFEX già International Freedom of Expression Exchange, una rete globale di ONG che ha il compito di accertare episodi di censura che avvengono nel mondo.
Nel 2010, Human Rights Watch aveva uno staff di 300 collaboratori. Nel 2010, il finanziere e filantropo George Soros ha concesso a Human Rights Watch un finanziamento di 100 milioni di dollari in dieci anni, la più grande donazione ricevuta da HRW nella sua storia e la più grande mai fatta da Soros a un'organizzazione non governativa. La donazione aveva come scopo l'espansione della presenza globale di HRW e l'incremento del suo budget annuale da 48 a 80 milioni di dollari in cinque anni. Nel 2015, HRW ha avuto 68,5 milioni di dollari di entrate e 75,7 milioni di dollari di spese.
L'attuale direttore esecutivo di Human Rights Watch è Kenneth Roth, che detiene la carica dal 1993. Roth si è laureato alla Yale Law School ed alla Brown University; suo padre fuggì dalla Germania hitleriana nel 1938. Roth cominciò ad occuparsi di diritti umani dopo la dichiarazione della legge marziale in Polonia nel 1981, e più tardi si è battuto per i problemi di Haiti.

## Campagne
- Traffico di armi leggere
- Mine terrestri
- Diritti sull'aborto
- Diritti degli omosessuali con Principi di Yogyakarta
- Diritti delle vittime di AIDS
- Sicurezza dei civili in guerra; opposizione all'uso di bombe a grappolo
- Lavoro minorile
- Bambini soldato
- Bambini di strada
- Genocidi, Crimini di guerra e Crimini contro l'umanità
- Tortura
- Omicidi extragiudiziali e sequestri
- Procedimenti legali contro violatori dei diritti dell'uomo
- Sfruttamento della prostituzione, traffico di donne e traffico di minori

## Notizie recenti
Una delle ultime campagne di Human Rights Watch ha criticato il governo della Giordania per l'arresto di funzionari eletti che avevano elogiato Abu Musab al-Zarqawi, capo di Al-Qa'ida in Iraq, alle cerimonie tenutesi in risposta alla sua morte. Human Rights Watch ha anche espresso una forte condanna verso gli omicidi di massa e le carestie imposte dal governo durante l'ultimo decennio dell'ex leader iracheno Saddam Hussein.
A Zhanaozen, in Kazakistan il 16 dicembre 2011, gli operai dell'industria petrolifera della Ersai Caspian, controllata dalla Saipem, gruppo ENI, dopo oltre sei mesi di sciopero, hanno manifestato per i propri diritti; sono state uccise dalla polizia locale 12 persone. Human Rights Watch ha pubblicato un dossier sulla vicenda: le indagini condotte da diversi ispettori di Human Right Watch, mettono in evidenza continue violazioni dei diritti dei lavoratori da parte della Ersai Caspian controllata dall'ENI, che per molto mesi hanno rifiutato ogni trattativa sulle richieste salariali dei lavoratori, licenziando gli operai sindacalmente più attivi, a minacciarli e in qualche caso anche a farli aggredire fisicamente.

## Pubblicazioni
Human Rights Watch pubblica denunce su vari argomenti e compila rapporti annuali ("World Report"), presentando compendi sullo stato dei diritti umani a livello mondiale.
Tra le pubblicazioni maggiori degli ultimi tempi si vedano quelle sul genocidio in Ruanda del 1994 e sui conflitti nella Repubblica Democratica del Congo.

## Polemiche
Hanno suscitato forti polemiche dichiarazioni di sostegno da parte di Human Rights Watch verso le azioni illegali della CIA di cattura, deportazione e detenzione clandestina di sospetti terroristi, azioni conosciute come extraordinary rendition.